# Private Pädagogische Hochschule Augustinum
Die Private Pädagogische Hochschule Augustinum ist eine Pädagogische Hochschule der Diözese Graz-Seckau in Graz und in Klagenfurt, die Aus-, Fort- und Weiterbildung von Lehrern, insbesondere Religionslehrern, anbietet.

## Geschichte
Gegründet wurde die Hochschule als Pädagogische Akademie in Graz-Eggenberg im Institut der Schulschwestern zu Graz. Seit dem Jahr 2009 ist die Hochschule in der Lange Gasse im Carolinum Augusteum im 3. Bezirk Geidorf in Graz untergebracht. Ebenfalls im Gebäude befinden sich das Bischöfliche Gymnasium sowie die zum Campus Augustinum gehörige Praxisschule.
Das 2. Vatikanische Konzil (1962–65) gab durch seine Entscheidung, Christen zur Gestaltung des öffentlichen Lebens aufzurufen, den Anstoß. Damals formulierte der Gründungsbischof Josef Schoiswohl ein sehr offenes und zukunftsweisendes Ziel: Die diözesane Pädagogische Akademie soll eine Stätte der Begegnung mit der heutigen Zeit sein. Diese Begegnung soll universal und weltoffen sein und in Freiheit geschehen. Sie muss den Menschen als Ganzes ernst nehmen.
Seither versteht sich das Pädagogische Zentrum als Haus des Dialogs mit allen geistigen und pädagogischen Strömungen der Gesellschaft. Es ist von christlichem Geist getragen und dem christlichen Menschenbild verpflichtet und daher für alle Konfessionen offen. Lehrende und Studierende können hier in Freiheit und Toleranz miteinander arbeiten.
Heute befinden sich unter dem gemeinsamen Dach des pädagogischen Zentrums ca. 1000 Studenten, 200 Schüler, 180 Lehrer und 40 Angestellte.

## Namensänderungen
Seit der Gründung bis zum Jahr 2007 lautete der institutionelle Name Pädagogische Akademie der Diözese Graz-Seckau (umgangssprachlich "PÄDAK Eggenberg").
Von 2007 bis 2021 erfolgte eine Änderung in Kirchliche Pädagogische Hochschule der Diözese Graz-Seckau, kurz KPH Graz.
Seit 1. Oktober 2021 firmiert die Hochschule unter dem Namen Private Pädagogische Hochschule Augustinum (PPH Augustinum).

## Leitung
Rektor der Pädagogischen Hochschule war bis 2019 Siegfried Barones, der bereits an der Pädagogischen Akademie Direktor war. Im Oktober 2019 folgte ihm Andrea Seel als Rektorin nach.

## Andere Kirchliche Pädagogische Hochschulen
Andere Pädagogische Hochschulen in katholisch-kirchlicher Trägerschaft in Österreich sind die KPH – Edith Stein (der Diözesen in Westösterreich: Innsbruck, Salzburg, Feldkirch), die PH der Diözese Linz und die KPH Wien/Krems (der Diözesen Wien und St. Pölten).